# الوحي الكتابي

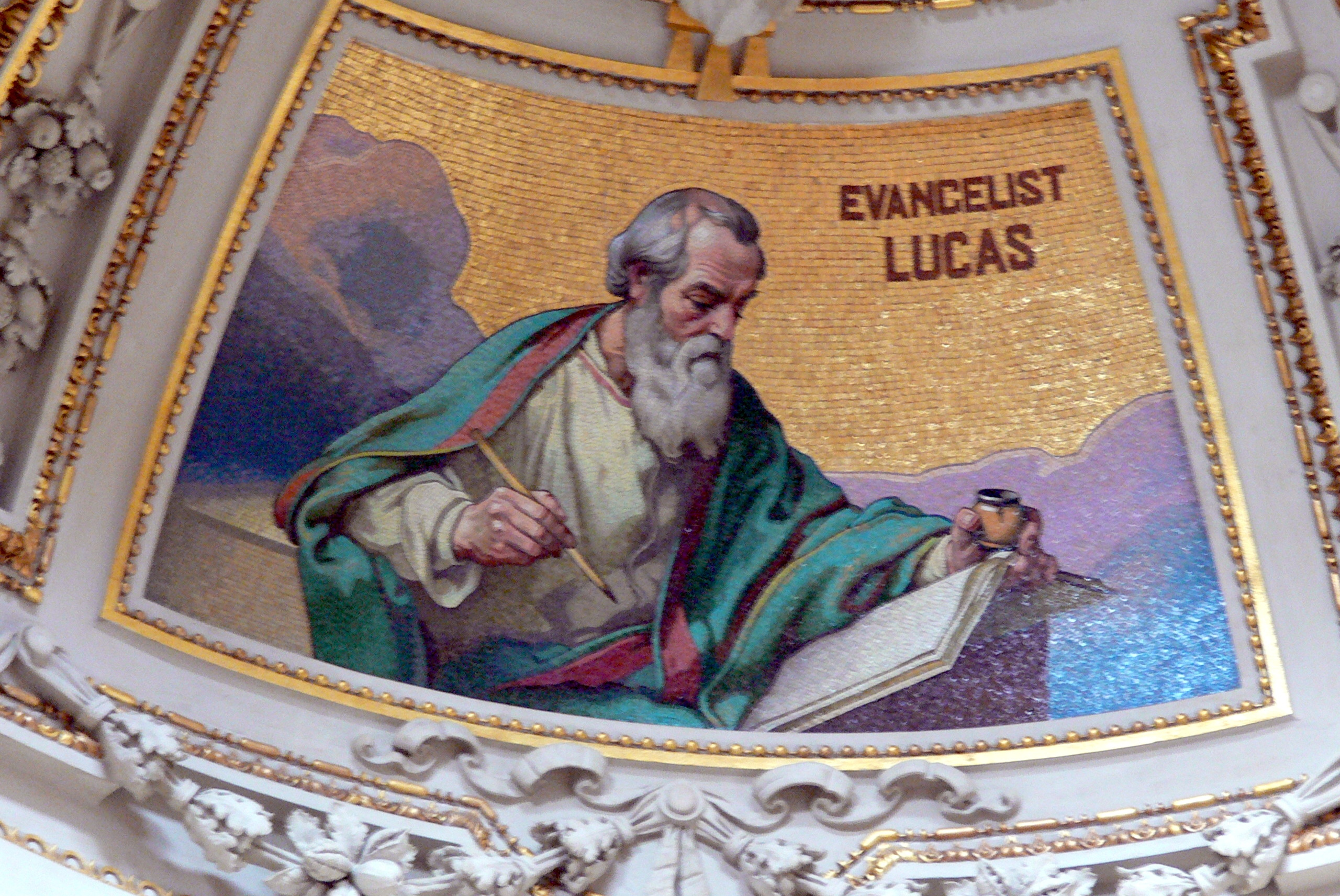
كاتدرائية برلين (ألمانيا). السقف يظهر لوقا الإنجيلي.

الوحي الكتابي هو عقيدة رئيسية في المسيحية، تؤكد على الأصل الإلهي للكتاب المقدس، أي أنها تقول بأن الكتاب موحى به من الله ولم يكتبه بشر بحسب أهواءهم.
كلمة الوحي في المخطوطات اليونانية القديمة تأتي بمعنى نفس الله أو النفس الإلهي θεοπνευστος (من التنفس)، كما وردت في (2 تيموثاوس 3: 16-17) وتترجم بالعربية بالوحي (كل الْكتاب هو موحىً بِه من الله، ونافعٌ للتعليم والتوبِيخ، للتقويم والتأديب الذي في البِرِّ، لِكَي يَكون إِنسان الله كاملاً، متأهبا لكل عمل صالح).
في مواقع كثيرة من الكتاب المقدس تعزو كتابته للوحي الإلهي، مع أماكن أخرى نرى فيها تدخل الله المباشر في كتابة الوصايا، كتلقي موسى للوحي الوصايا العشر، وكان أنبياء العهد القديم يكررون قبل ذكر أي نبوة (هكذا يقول الرب) (1 الملوك 12: 22-24 وأرميا 35: 13 وحزقيال 2: 4 وزكريا 7: 9).
وفي العهد الجديد أقر يسوع بشرعية العهد القديم وقال بأنه (لايمكن أن يُنقض المكتوب) (يوحنا 10: 35)، وفي رسالة بطرس الثانية يصرح الكاتب بأن (عالمين هذَا أَوّلاً: أَن كل نبوَّة الكتَاب لَيست من تَفسير خاصٍّ، لأَنه لَم تأت نبوة قط بِمشيئة إِنسان، بل تَكَلم أنَاس اللَّه القديسون مَسوقين من الرُّوح القدس.) (2بطرس 1: 20-21) وتذكر الرسالة أيضا سلطة الرسل الإلهية (3: 2)، وتصنف رسائل بولس ضمن كتب الوحي (3: 16).
يرى علماء اللاهوت المحافظون بأن الوحي الكتابي تؤكده الدراسات التي أجريت وتجرى حول الثقل الأخلاقي لتعاليم الكتاب المقدس بالإضافة لتحقق التنبؤات التي ذكرها حول المسيح وغيرها. بينما يرى باحثون آخرون أن سلطة وقوة الكنيسة لعبت دوراً كبيراً في صياغة ما يصفوه بالوحي الكتابي.